# Carl Aurivillius
För andra betydelser, se Carl Aurivillius (olika betydelser).
Carl Aurivillius, född 2 augusti 1717 i Stockholm, död 19 januari 1786 i Uppsala, var en svensk språkforskare, översättare och orientalist.
Carl Aurivillius var son till Karl XII:s biktfader, riksdagsmannen Magnus Aurivillius och Margaretha Christina von Numers, och härstammade via fadern från Bureätten. I tolvårsåldern började han studera arabiska, och sedan läste han även persiska, turkiska och georgiska. Han studerade vid Uppsala universitet samt i Paris, Leiden och i Halle, och blev därmed vän med samtidens stora orientalister, som Michaelis, Étienne Fourmont och Albert Schultens. 1747 blev han docent i grekiska och orientaliska språk vid Uppsala med avhandlingen De usu dialecti arabicæ, samt disputerade 1752 med en avhandling om Ibn al-Wardis kosmografi.
Han ingick i Gustav III:s Bibelkommission, och översatte då nästan hela Gamla testamentet själv till svenska. Han anlitades även ofta som översättare för regeringens diplomatiska förbindelser med Orienten, samt vid Kanslikollegium. Under en tid var han verksam med att katalogisera drottning Lovisa Ulrikas orientaliska handskriftsamling, till vilket hans utbildning i det närmaste skräddarsytts. 1754 utnämndes han till professor i poesi i Uppsala, och 1772 till professor i orientaliska språk. Han hade då sedan lång tid vunnit internationellt erkännande. Vid Carl von Linnés avgång blev han 1767 ständig sekreterare vid Vetenskapssocieteten i Uppsala. Under åren 1757–1786 var Aurivillius också inspektor vid Västgöta nation i Uppsala. 
År 1754 gifte han sig med Eva Ulrika Ekerman. Deras son Pehr Fabian Aurivillius var en berömd biblioteksman vid Carolina Rediviva.